# Richard Widmark

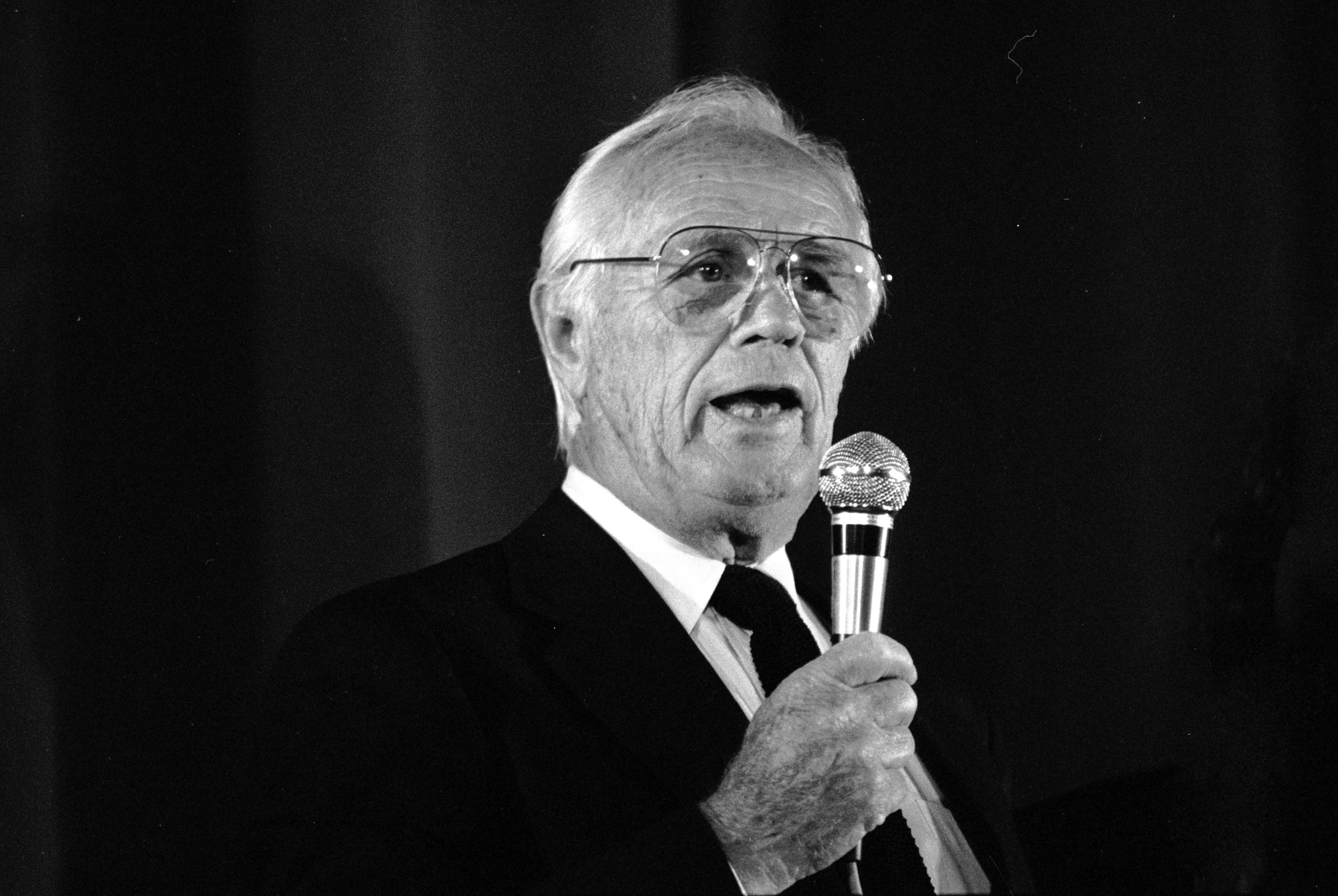
Richard Widmark

Richard Widmark (n. 26 decembrie 1914 - d. 24 martie 2008) a fost un actor american de film. 

## Filmografie
- 1947 Kiss of Death, regia Henry Hathaway
- 1948 The Street with No Name - Alec Stiles
- 1948 Road House - Jefferson T. 'Jefty' Robbins
- 1948 Yellow Sky - Dude
- 1949 Down to the Sea in Ships - First Mate Dan Lunceford
- 1949 Slattery's Hurricane - Lt. Willard Francis Slattery
- 1950 Traficanții nopții (Night and the City), regia Jules Dassin - Harry Fabian
- 1950 Panic in the Streets - Lt. Cmdr. Clinton 'Clint' Reed M.D.
- 1950 No Way Out - Ray Biddle
- 1950 Halls of Montezuma - Lt. Anderson
- 1951 The Frogmen - Lt. Cmdr. John Lawrence
- 1952 Red Skies of Montana - Cliff Mason
- 1952 Don't Bother to Knock - Jed Towers
- 1952 O. Henry's Full House - Johnny Kernan (segment "The Clarion Call")
- 1952 My Pal Gus - Dave Jennings
- 1953 Destination Gobi - CPO Samuel T. McHale
- 1953 Pickup on South Street - Skip McCoy
- 1953 Take the High Ground! - Sgt. Thorne Ryan
- 1954 Hell and High Water, regia Samuel Fuller - Capt. Adam Jones
- 1954 Garden of Evil - Fiske
- 1954 Lancea ruptă (Broken Lance) - Ben Devereaux
- 1955 A Prize of Gold - Sergeant Joe Lawrence
- 1955 The Cobweb - Dr. Stewart 'Mac' McIver
- 1956 Backlash - Jim Slater
- 1956 Run for the Sun - Michael 'Mike' Latimer
- 1956 The Last Wagon - Comanche Todd
- 1957 Saint Joan - The Dauphin, Charles VII
- 1957 Time Limit - Col. William Edwards
- 1958 The Law and Jake Wade - Clint Hollister
- 1958 The Tunnel of Love - August 'Augie' Poole
- 1959 The Trap - Ralph Anderson
- 1959 Warlock, regia Edward Dmytryk
- 1960 The Alamo - Colonel Jim Bowie
- 1961 The Secret Ways - Michael Reynolds
- 1961 Călăreau împreună (Two Rode Together) - First Lt. Jim Gary
- 1961 Procesul de la Nürnberg (Judgment at Nuremberg), r. Stanley Kramer
- 1962 Cum a fost cucerit vestul (How the West Was Won) - Mike King
- 1964 Corăbiile lungi (The Long Ships), regia Jack Cardiff
- 1964 Flight from Ashiya (1964) - L:t. Col. Glenn Stevenson
- 1964 Toamna Cheyennilor (Cheyenne Autumn), regia John Ford
- 1965 The Bedford Incident - Captain Eric Finlander U.S.N.
- 1966 Alvarez Kelly - Col. Tom Rossiter
- 1967 Drumul spre vest (The Way West), regia Andrew V. McLaglen
- 1968 Madigan, regia Don Siegel
- 1969 Death of a Gunfighter - Marshal Frank Patch
- 1969 A Talent for Loving - Major Patten
- 1970 The Moonshine War - Dr. Emmett Taulbee
- 1971 Vanished (film TV) - President Paul Roudebush
- 1972 When the Legends Die - Red Dillon
- 1973 Brock's Last Case - Lieutenant Max Brock
- 1974 Crima din Orient Express (Murder on the Orient Express), r. Sidney Lumet
- 1975 The Last Day (film TV) - Will Spence
- 1976 To the Devil a Daughter - John Verney
- 1976 The Sell Out - Sam Lucas
- 1977 Twilight's Last Gleaming - Gen. Martin MacKenzie – Commanding General SA
- 1977 Principiul dominoului (The Domino Principle), r. Stanley Kramer
- 1977 Rollercoaster - Agent Hoyt
- 1978 Coma - Dr. Harris
- 1978 The Swarm - Gen. Slater
- 1979 Mr. Horn (TV) - Al Sieber
- 1979 Bear Island - Otto Gerran
- 1980 All God's Children (film TV) - Judge Parke Denison
- 1981 A Whale for the Killing (TV) - Tom Goodenough
- 1982 National Lampoon Goes to the Movies - Stan Nagurski ("Municipalians")
- 1982 Hanky Panky - Ransom
- 1982 Who Dares Wins - Secretary of State Arthur Currie
- 1984 Pe urmele lui Jessie (Against All Odds), regia Taylor Hackford
- 1985 Blackout (TV) - Joe Steiner
- 1987 A Gathering of Old Men (film TV) - Sheriff Mapes
- 1988 Once Upon a Texas Train (film TV) - Captain Owen Hayes
- 1989 Cold Sassy Tree (film TV) - Enoch Rucker Blakeslee
- 1991 True Colors - Sen. James Stiles

### Scurtmetraje, documentare:
- Screen Snapshots: Hopalong in Hoppy Land (1951)
- Screen Snapshots: Hollywood Night Life (1952)
- 1955 Motion Picture Theatre Celebration (1955)
- Shooting the Moonshine War (1970)
- Lincoln (documentary 1992) - Ward Hill Lamon (voice)
- Wild Bill: Hollywood Maverick (documentary, 1996)
- Dobe and a Company of Heroes (documentary, 2001)

## TV
- I Love Lucy – episode – "The Tour" – Richard Widmark (1955)
- Madigan – 6 episoade – Sgt. Dan Madigan (1972–1973)
- The Lives of Benjamin Franklin – episode – The Rebel – Benjamin Franklin (1975)